# George Henry Thomas
George Henry Thomas (31 tháng 7 năm 1816 – 28 tháng 3 năm 1870) là một tướng lĩnh quân đội Liên bang miền Bắc trong thời Nội chiến Hoa Kỳ, cầm quân trong Mặt trận miền Tây.
Mặc dù ông sinh trưởng tại Virginia, Thomas tiếp tục chỉ huy quân miền Bắc khi Nội chiến bùng nổ. Ông thắng trận đầu tiên tại Mill Springs Kentucky. Thomas lập chiến công trong Trận Perryville và Trận Stones River. Nhờ ông kiên cường chỉ huy quân tại Trận Chickamauga mà quân miền Bắc không bị đánh tan tác, do đó mà ông có biệt hiệu "Rock of Chickamauga" (Núi đá Chickamauga). Trong chiến dịch Chattanooga, Thomas kéo quân chọc thủng phòng tuyến của quân miền Nam tại Missionary Ridge tạo lợi thế cho quân miền Bắc.
Trong trận Nashville, Thomas phá tan Binh đoàn Tennessee của John B. Hood.
Tuy lập chiến công nhiều, Thomas không nổi tiếng như các đồng liêu như Ulysses S. Grant hay William T. Sherman. Ông luôn tỏ tư cách thận trọng và chậm rãi, ông thường từ chối khi được thăng chức không hợp lý. Ông cũng không viết hồi ký tự đề cao mình như Grant hay Sherman. Thomas có xích mích cá nhân với Grant, thường chịu lép vế, cho Grant thăng tiến trong binh nghiệp và chính trị, sau này thành Tổng thống Hoa Kỳ.